# Gespenstfrösche
Die Gespenstfrösche (Heleophrynidae) galten  ursprünglich als monogenerische Familie mit Heleophryne als einziger Gattung. 2008 klassifizierte der südafrikanische Herpetologe David Eduard van Dijk den Natal-Gespenstfrosch in eine neu geschaffene zweite Gattung Hadromophryne. Die Gespenstfrösche kommen im äußersten Südafrika vor, wo kühlere klimatische Bedingungen vorherrschen. Ihr Lebensraum sind reißende Bäche und Flüsse. Sie sind nachtaktiv. Tagsüber leben sie versteckt unter Steinen und in Höhlen. Der Trivialname leitet sich vermutlich von der durchsichtigen Haut, insbesondere am Bauch, sowie von ihrem Vorkommen am Tafelberg Skeleton Gorge ab.

## Merkmale
Gespenstfrösche erreichen eine Größe von 35 bis 65 mm. Mit ihrem flachen Körper sind sie an ein Klettern durch Felsspalten angepasst. Im Verhältnis zu ihrer Größe haben sie sehr große T-förmige Haftscheiben an den Finger- und Zehenspitzen, mit denen sie in der Lage sind, sich an Felsen festzuklammern. Weitere Charakteristika dieser Gattung sind Zähne auf dem Pflugscharbein, senkrechte Pupillen, eine scheibenförmige Zunge, das Fehlen eines Sternalelements (Omosternum, verknöcherter vorderer Teil des Brustbeins) sowie mäßig verbreiterte Querfortsätze des Kreuzbeinwirbels.  Die Kaulquappen haben Mundsaugnäpfe, die es ihnen ermöglichen, sich während der Nahrungsaufnahme am steinigen Bodengrund festzuhalten. Die Entwicklung von der Kaulquappe bis zum ausgewachsenen Frosch dauert zwei Jahre.

## Systematik
Die Gespenstfrösche sind nahe mit den Seychellenfröschen und vermutlich mit den Australischen Südfröschen verwandt. Es werden sieben Arten in zwei Gattungen unterschieden:

### GattungHeleophryneSclater, 1898
- Zederberg-Gespenstfrosch (Heleophryne depressa FitzSimons, 1946) – Galt ursprünglich als Unterart von Heleophryne purcelli.
- Hewitts Gespenstfrosch (Heleophryne hewitti Boycott, 1988) – Vorkommen: Die Flüsse Geelhoutboom, Martin's, Klein und Diepkloof in der östlichen Kapprovinz, Südafrika.

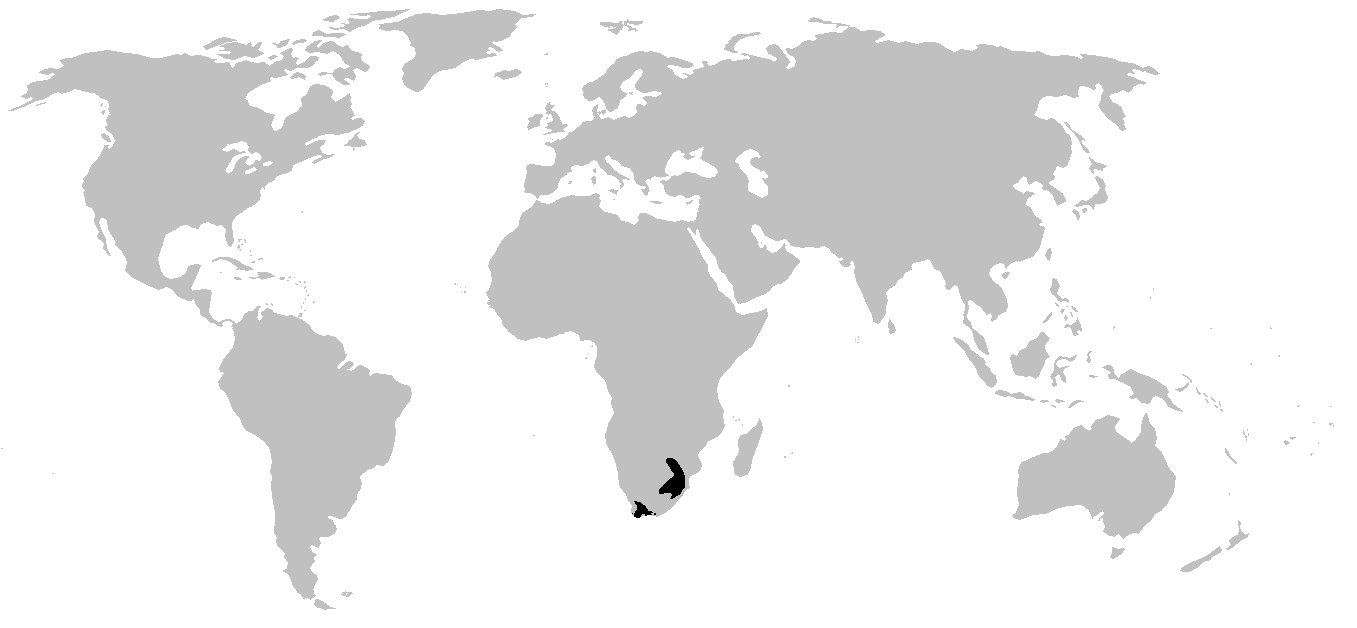
Verbreitungsgebiet der Gespenstfrösche

- Östlicher Gespenstfrosch (Heleophryne orientalis FitzSimons, 1946) – Vorkommen: Östliche Langeberg Mountains in der westlichen Kapprovinz, Südafrika. Galt ursprünglich als Unterart von Heleophryne purcelli.
- Gespenstfrosch (Heleophryne purcelli Sclater, 1898) – Vorkommen: Westliche Kapprovinz, Südafrika vom Cederberg im Norden weiter südlich bis zum Hex River, den Du Toit's Kloof, Hottentots Holland und Klein River Mountains und ostwärts entlang der Riviersonderend und Langeberg Mountains.
- Königs-Gespenstfrosch (Heleophryne regis Hewitt, 1910) – Vorkommen: Westliche und östliche Kapprovinz.
- Kap-Gespenstfrosch (Heleophryne rosei Hewitt, 1925) – Vorkommen: Westhang des Tafelbergs in der westlichen Kapprovinz. Die IUCN zählte ihn 2012 zu den hundert am stärksten vom Aussterben bedrohten Arten.[2]

### GattungHadromophryneVan Dijk, 2008
- Natal-Gespenstfrosch (Hadromophryne natalensis Van Dijk, Synonym: Heleophryne natalensis (Hewitt, 1913)) – Vorkommen: Drakensberg und Maluti Mountains in Südafrika und Lesotho sowie in Swasiland.